# 17-й стрелковый корпус (1-го формирования)
17-й стрелковый корпус 1-го формирования (17 ск) — воинское соединение РККА.

## История
17 ск был сформирован приказом войскам НРА ДВР № 653 от 2 ноября 1922 года в г. Чите как Приморский корпус. Согласно приказу войскам 5-й Краснознамённой армии № 213 от 25 декабря 1922 года корпус получил наименование 17-го Приморского стрелкового корпуса. В феврале — июне 1923 года части корпуса участвовали в боях в Якутии против отряда генерала Пепеляева.
В связи с передислокацией в январе 1924 года на Украину с октября 1924 года стал именоваться 17-м стрелковым корпусом. С января 1924 по сентябрь 1939 года управление корпуса находилось в Виннице. 26 июля 1938 года Киевский военный округ был преобразован в Киевский Особый военный округ, а на базе 17 ск создана Винницкая армейская группа. С 17 по 28 сентября 1939 года корпус принимал участие в походе на Западную Украину, входя в состав Волочиской группы, которая должна была нанести удар по польским войскам в районе Тарнополя, овладеть Езерней, Козовой и самим Тарнополем, затем выйти в район Буска, Перемышлян, Бобрки и взять Львов.
В октябре 1939 года управление корпуса было передислоцировано в Черновицы.
На начало Великой Отечественной войны части 17 ск располагались вдоль румынской границы на стыке Молдавии и Украины и участвовали в приграничных сражениях с немецкими и румынскими частями. 25 июня был образован Южный фронт, и корпус был подчинён 18-й армии этого фронта. 4 июля в связи с тем, что противник форсировал Прут, корпус начал отвод своих частей на новый оборонительный рубеж Гуков, река Збруч до впадения в реку Днестр, по Днестру до Калачковцев, Липкан и далее по реке Прут до Лопатника.
После прорыва немцами Летичевского УР они предприняли наступление в южном и юго-восточном направлениях, создавая угрозу обхода с севера правого крыла фронта. Чтобы избежать окружения, 17 ск был вынужден начать отход на восток.
4 августа корпус под беспрерывным огнём противника переправился через Буг в районе Чаусово, понеся при этом большие потери. После отхода на восточный берег Днепра части 17 ск прикрывали никопольское направление.
25 августа 1941 года корпус был расформирован.

## Боевой состав
| На дату     | Фронт              | Армия      | В составе (стрелковые)                                                                      | Примечания                  |
| ----------- | ------------------ | ---------- | ------------------------------------------------------------------------------------------- | --------------------------- |
| с _.09.1939 | Украинский фронт   | 6-я армия  | 96-я стрелковая дивизия 97-я стрелковая дивизия 10-я танковая бригада 38-я танковая бригада | Волочиская армейская группа |
| с _.10.1940 | КОВО               | 12-я армия | 60-я горнострелковая дивизия 96-я горнострелковая дивизия 164-я стрелковая дивизия          |                             |
| 22.06.1941  | Юго-Западный фронт | 12-я армия | 60-я горнострелковая дивизия 96-я горнострелковая дивизия 164-я стрелковая дивизия          |                             |
| 25.06.1941  | Южный фронт        | 18-я армия | 60-я горнострелковая дивизия 96-я горнострелковая дивизия 164-я стрелковая дивизия          |                             |
| 10.07.1941  | Южный фронт        | 18-я армия | 96-я горнострелковая дивизия 164-я стрелковая дивизия 189-я стрелковая дивизия              |                             |
| 01.08.1941  | Южный фронт        | 18-я армия | 96-я горнострелковая дивизия 164-я стрелковая дивизия                                       |                             |

## Командиры
- Фельдман, Борис Миронович (1922—1924)
- Фабрициус, Ян Фрицевич (1924—1927)
- Нейман, Константин Августович (02.1927—1928)
- Василенко, Матвей Иванович (1929—1931)
- Квятек, Казимир Францевич (февраль 1931 — май 1935)
- Гермониус, Вадим Эдуардович (1936 — июнь 1937), комдив
- Софронов, Георгий Павлович (04 июня 1937 — 13 августа 1937), комбриг
- Болдин, Иван Васильевич (31.06.1938 - 11.08.1938), комдив
- Колганов, Константин Степанович (21.01.1939 — август 1940), комдив, с 4.06.1940 генерал-майор
- Галанин, Иван Васильевич (14.03.1941 — 25.08.1941), генерал-майор

## Комиссары
- Умников, Василий Петрович (1941 — 25.08.1941)